# Cecidomyia solennis
Cecidomyia solennis är en tvåvingeart som först beskrevs av Walker 1856.  Cecidomyia solennis ingår i släktet Cecidomyia och familjen gallmyggor. Inga underarter finns listade i Catalogue of Life.